# Thermen van Septimius Severus
De Thermen van Septimius Severus (Latijn:Thermae Severianae) was een thermencomplex in het oude Rome.
De thermen werden aan het begin van de derde eeuw gebouwd door keizer Septimius Severus. Het badhuis is bekend van verschillende antieke bronnen en werd opgenomen in de twee vierde-eeuwse beschrijving van de stadsdistricten, die het in het 1e district plaatsen.
Restanten van het gebouw zijn nooit teruggevonden, waardoor de exacte locatie niet meer bekend is. Waarschijnlijk stonden de thermen ergens in de vallei bij de Porta Capena, tussen de Aventijn en de Caelius.
De Thermen van Septimius Severus mogen niet verward worden met het badhuis dat hij liet bouwen bij het keizerlijk paleis op de Palatijn (Balneum Palatii), dat deels bewaard is gebleven.